# Manitas de Plata
Manitas de Plata, pseudoniem voor Ricardo Baliardo, (Sète, 7 augustus 1921 – Montpellier, 6 november 2014) was een wereldberoemde Franse flamencogitarist.

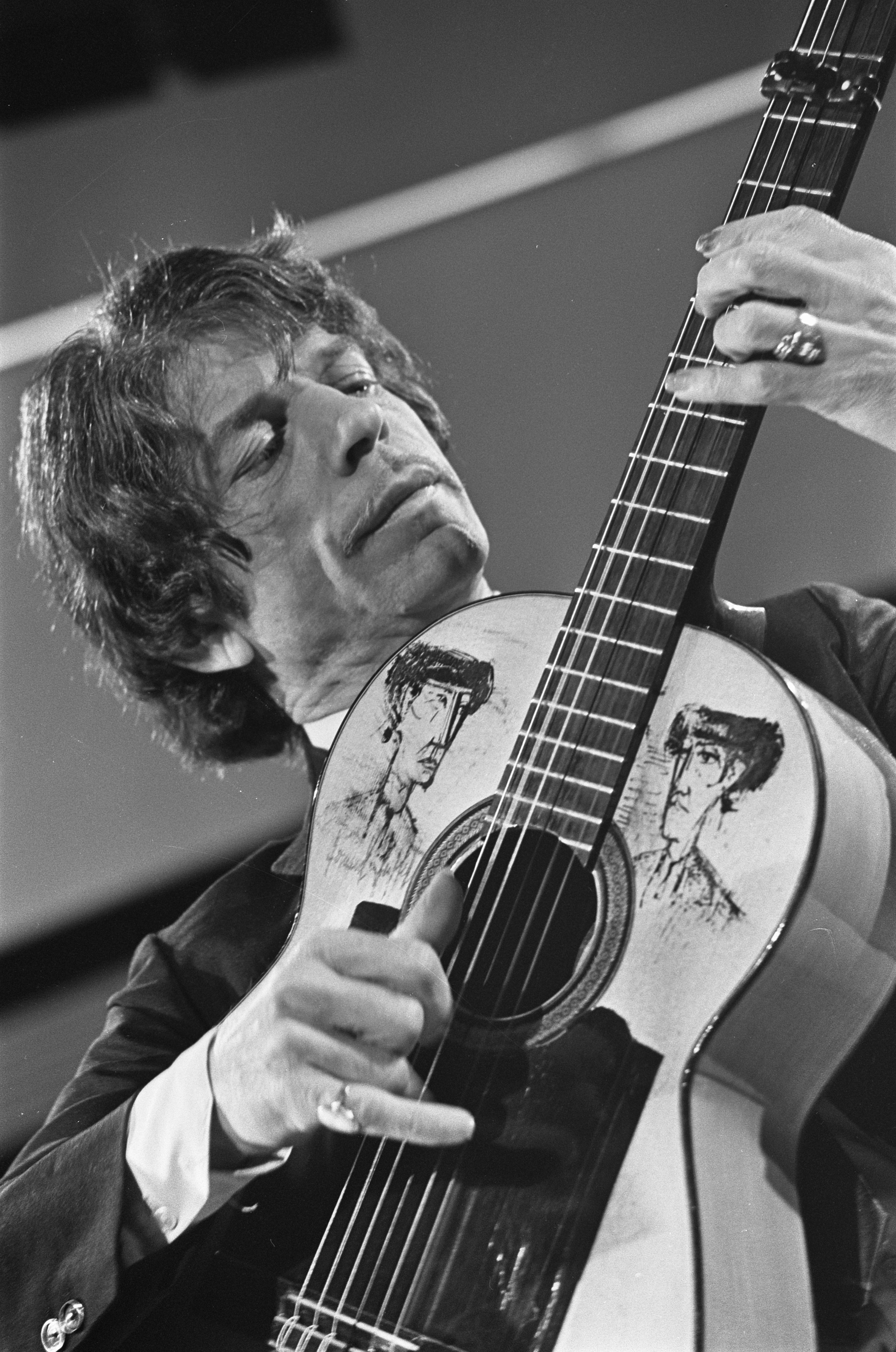
Manitas de Plata (1968)

Hij werd als zigeuner geboren in een woonwagen in Sète in het departement Hérault in Zuid-Frankrijk. Zijn pseudoniem betekent Zilveren handjes in het Catalaans.
Hoewel hij analfabeet was en geen noot kon lezen, heeft hij meer dan tachtig albums opgenomen en naar schatting ongeveer 93 miljoen platen verkocht.
Manitas de Plata overleed op 6 november 2014 op 93-jarige leeftijd in een ziekenhuis in Montpellier.
- Bibliothèque nationale de France: cb11914276t (data)
- Gemeinsame Normdatei: 13461738X
- International Standard Name Identifier: 0000 0000 8105 3294
- Library of Congress Control Number: n92094222
- MusicBrainz: ee99eb64-8a0c-4256-82e9-2bdc617fe8c1
- Nationale Bibliotheek van Israël: 987007406865405171
- Nederlandse Thesaurus van Auteursnamen: 100310613
- Système universitaire de documentation: 027006123
- Virtual International Authority File: 27068125
- WorldCat: E39PBJr7WWBYHTtPHJ6gvjB3wC